# Gioacchino Caracausi
Gioacchino Caracausi (Palermo, 8 giugno 1945 – Palermo, 14 ottobre 2011) è stato un sollevatore italiano.

## Biografia
Nato nel 1945 a Palermo, gareggiava nella classe di peso dei pesi medi (75 kg).
A 23 anni ha partecipato ai Giochi olimpici di Città del Messico 1968, nei pesi medi, che erano valide anche come campionato mondiale, ritirandosi nella fase dello slancio, dopo aver alzato 240 kg totali nelle prime due fasi, 125 nella distensione lenta e 115 nello strappo.